# Matthias Henke
Matthias Henke (* 1953 in Emmerich) ist ein deutscher Musikwissenschaftler, Musiker und Komponist.

## Leben
Matthias Henke studierte Musikwissenschaft, Germanistik und Kunstgeschichte an der Westfälischen Wilhelms-Universität Münster. 1975 erlangte er das Diplom als Instrumentallehrer. 1983 wurde er mit einer Arbeit zu Joseph Küffner promoviert.
Henke übte eine langjährige Lehrtätigkeit, auch als Gast- und Vertretungsprofessor, an Universitäten und Musikhochschulen in Deutschland und Österreich aus. So lehrte er unter anderem in Münster, an der Universität Kassel, in Weingarten und in Würzburg.
Seit 2008 hat Henke den Lehrstuhl für Historische Musikwissenschaft an der Universität Siegen inne. Von 2013 bis 2015 war er parallel dazu Forschungsgastprofessor der Donau-Universität Krems. Er ist Herausgeber der Reihe Si! Kollektion Musikwissenschaft, die im UniverSi Verlag Siegen erscheint.
Des Weiteren ist Henke als wissenschaftlicher Beirat der Kurt-Weill-Gesellschaft e.V. Dessau und der Ernst Krenek Institut Privatstiftung tätig.
Zu seinen Forschungsschwerpunkten gehört die Musik der (österreichischen) Moderne; in jüngerer Zeit auch die Musik der Wiener Klassik (Joseph Haydn, Ludwig van Beethoven). Matthias Henke engagiert sich zudem als Autor, Ausstellungskurator und Musikdramaturg, beispielsweise für den Südwestrundfunk, den Deutschlandfunk und den Bayerischen Rundfunk oder das Kurt Weill Fest Dessau. Er hat zahlreiche Hörfunkbeiträge vor allem zur Musik des 18. und 20. Jahrhunderts für fast alle deutschen Rundfunkanstalten sowie für den österreichischen ORF und den Schweizer DRS verfasst.

## Werke

### Schriften
- Biographie Joseph Küffners. Schneider, Tutzing 1985, ISBN 3-7952-0446-1.
- Thematisch-bibliographisches Verzeichnis der Werke Joseph Küffners. Schneider, Tutzing 1985, ISBN 3-7952-0044-X.
- Die grossen Chansonniers und Liedermacher. Econ, Düsseldorf 1987, ISBN 3-612-10052-1.
- „Süchtig nach der Sehnsucht“ - Edith Piaf. Econ-List TB (Originalausgabe), München Düsseldorf 1998. ISBN 978-3-612-26516-6; Hardcover Sonderausgabe Weltbild Verlag, Augsburg o. J. [um  2004] EAN 4026411182469 Spanisch: Edith Piaf  - „En mí canta la voz de muchos“. Vergara, Barcelona Bogotà Buenos Aires Caracas Madrid México Montevideo Quito Santiago de Chile 2000. ISBN 950-15-2158-3
- Arnold Schönberg. dtv, München 2001, ISBN 3-423-31046-4.
- (Hrsg.): Arnold Schönberg: Die Prinzessin. mit Illustrationen von Peter Schössow, einem Nachwort von Nuria Nono-Schönberg und einer Einführung  in Leben und Werk des Komponisten von Matthias Henke. Hanser, Berlin 2006, ISBN 978-3-446-20795-0.
Französisch: Chandeigne. Paris 2016, ISBN 978-2-36732-135-6.
- „Ich hab’ von dem fahrenden Zuge geträumt …“. Die Lebensreise des Ernst Krenek, oder The One-Man History of Twentieth-Century Music. Katalog zur Ausstellung im Ernst Krenek Forum, Krems 2008, ISBN 978-3-9502587-0-7.
- Joseph Haydn. dtv, München 2009, ISBN 978-3-423-34547-7.
- Schönheit und Verfall. Beziehungen zwischen Thomas Mann und Ernst Krenek. Klostermann, Frankfurt am Main 2015, ISBN 978-3-465-03845-0.
- mit Sara Beimdieke (Hrsg.): Das Wohnzimmer als Loge. Von der Fernsehoper zum medialen Musiktheater (= Thurnauer Schriften zum Musiktheater. 32). Königshausen & Neumann, Würzburg 2016, ISBN 978-3-8260-5942-1.
- mit Gerhard Gensch (Hrsg.): Mechanismen der Macht. Friedrich Cerha und sein musikdramatisches Werk. Studienverlag, Innsbruck 2016, ISBN 978-3-7065-5196-0.
- mit Francesca Vidal (Hrsg.): [Ton]Spuren. Ernst Bloch und die Musik (= Si! Kollektion Musikwissenschaft. 1). UniverSi, Siegen 2016, ISBN 978-3-936533-71-2.
- mit Hans-Ulrich Weidemann: Die Sieben letzten Worte unseres Erlösers am Kreuze von Joseph Haydn. Katholisches Bibelwerk, Stuttgart 2017, ISBN 978-3-460-08606-7.
- „Wissen Sie noch, wer ich bin?“ Die Musikmäzenin Emmy Rubensohn. Katalog zur Wanderausstellung, UniverSi, Siegen 2018, ISBN 978-3-96182-020-7

Übersetzungen
- (zugl. wiss. Bearb. und Dokumentation) Gottfried Rossenfreund: Richard Wagner. Das Drama der Musik. Reihe: Abenteuer Geschichte, 22, Ravensburger TB. Maier, Ravensburg (zuerst: L'opera de la fin du monde. Gallimard, Paris 1988). Mit zahlr. seltenen Abb., Chronologie, ausf. Lit.

### Kompositionen
- Suite remembrance. Zimmermann, Frankfurt am Main um 1983, DNB 35004015X.

### Interpretationen
- Carl Michael Bellman: Mädchen und volles Fass. Lieder. Gesang Günter Gräfenberg, Gitarre Matthias Henke. Thorofon, Wedemark 1982, DNB 353878618.
- Siegfried Behrend in memoriam. Mit dem Rundfunkorchester des Südwestfunks, Dirigent Emmerich Smola, Gitarre Siegfried Behrend, Michael Tröster, Martin Maria Krüger und Matthias Henke. Thorofon, Wedemark 1993, DNB 355139820.

## Ausstellungen
- Kurator der Ausstellung  „Ich hab’ von dem fahrenden Zuge geträumt…“ Die Lebensreise des Komponisten Ernst Krenek, oder „The One-Man History of Twentieth-Century Music“, Ernst Krenek Forum Krems
- Kurator der Wanderausstellung „Wissen Sie noch, wer ich bin?“ Die Musikmäzenin Emmy Rubensohn, Universitätsbibliothek Siegen im Unteren Schloss, Janusz-Korczak-Haus München, Sara Nussbaum Zentrum Kassel u. a.